# Premi de periodisme Mañé i Flaquer
El Premi de Periodisme Mañé i Flaquer és un guardó creat l’any 1970 en memòria de Joan Mañé i Flaquer, reconegut periodista nascut a Torredembarra.
El Premi de Periodisme Mañé i Flaquer nasqué de la mà del Centre d’Iniciatives i Turisme (CIT) de Torredembarra, una associació creada l’any 1965 (i registrada l’any següent) amb la finalitat d’incentivar el turisme incipient a Torredembarra i realitzar tot un seguit d’activitats culturals relacionades amb la promoció de la vila, fet que la convertí en una plataforma excepcional per regenerar el teixit cultural de la població a través d’iniciatives diverses: convocatòries de premis i concursos artístics, organització d’exposicions i cicles de conferències, classes de català i altres idiomes, impuls a la creació de noves entitats o recuperació de la tradició festiva (il·luminació nadalenca, catifes de Corpus o ballades de sardanes, entre altres).

## Guardonats

### 1970 - 1er[3]
Influencia de D. Juan Mañé y Flaquer en su época:
Quatre articles de Josep Faulí i Olivella publicats al Diari de Barcelona.
Materia turística relacionada con Torredembarra:
Torredembarra novia de Europa, de Francesc Basco Gracià, article publicat el 12 de juliol de 1970 al Diario Español.

### 1971 – 2n
Los grandes maestros del periodismo nacional:
Ramon García de Castro amb quaranta articles.
Torredembarra dentro del marco de :
Un maravilloso estadio azul, de Carles Pardo, articles publicats a El Mundo Deportivo.

### 1972 – 3r
Estudio o ensayo sobre periodismo humorístico en el siglo XIX:
Cinc treballs publicats al Diari de Barcelona de Josep Maria Cadena.
Crónicas, reportajes o ensayos sobre Torredembarra:
José Julián García Lana amb cinc treballs.

### 1973 – 4t
Corresponsales de guerra:
Ramon García de Castro, presentà 53 treballs, gairebé tots publicats en diaris del nord.
Ensayo sobre cualquier hecho histórico de Torredembarra:
Mossèn Francesc Xavier Ricomà amb Puntualizaciones sobre el origen de la villa i Los señores de la villa en los siglos XV y XVI.
Premio de carácter radiofónico:
El jurat el declara desert.

### 1974 – 5è
La ufología en el periodismo:
Juan José Plans, treball publicat al diari madrileny Ya el 15 de juny.
Precisiones para Torredembarra a 20 años vista: ex aequo:
Miguel Català, pseudònim d’Enrique Moreno Parés, amb un article que sortí a Tele Exprés de Barcelona, i Lluís M. Mezquida Gené “Petrófilo”, amb tres articles publicats al Diario Español de Tarragona.
Emisión radiofónica o serie de ellas sobre Torredembarra:
Anibal Arias Ruiz, amb la sèrie ¿Y por qué no a Torredembarra? emesa a Radio Nacional de España a Madrid els dies 24 de març, 21 d’abril i 19 de maig de 1974.

### 1975 – 6è
Mañé y Flaquer en el regionalismo: ex aequo:
Ramon García de Castro amb dos articles publicats a La Región de Oviedo i a la revista Brújula de Madrid, i Juan Potau Compte amb un escrit publicat a La Prensa de Barcelona.
Emisión radiofónica o serie de ellas sobre Torredembarra:
El jurat el declara desert.

### 1976 – 7è
Periodismo de denuncia (los grandes affaires del periodismo):
El jurat el declara desert, però es concedeix un accèssit a Fèlix Llovell Fortuny per dos articles publicats a la revista Mundo de Barcelona i al Diario Español de Tarragona.

### 1977 – 8è
Estudio acerca de la prensa del corazón y sociedad:
Ramon García de Castro amb dues publicacions. El jurat concedí un accèssit a Juan Potau Compte per sis treballs publicats a La Prensa de Barcelona.

### 1978 – 9è
Las autonomías regionales actuales y el pensamiento de Mañé y Flaquer:
Jordi Ventura i Subirats amb un treball. El jurat concedeix un accèssit a Abel Ors (pseudònim de Ferran Gerhard Oliva) amb cinc publicacions presentades.

### 1988 – 10è
El periodisme d’investigació a Espanya: ex aequo:
Josep Maria Casasús i Guri amb un treball publicat a La Vanguardia, i Josep Maria Huertas Clavería, amb una publicació al Diari de Barcelona.

### 1989 – 11è
El turisme de cara a l’Europa del 92:
Fermí Morera per l’article Salou ante el reto de 1992, visto por el alcalde Pujals, publicat al Diari de Tarragona.

### 1990 – 12è
L’ètica en la política dels nostres dies:
Enrique Gil Calvo per tres articles publicats a El País: La leva del relevo, Círculo vicioso i Celibate de parásitos.

### 1991 – 13è
Què queda del marxisme a finals del nostre segle?:
Aurelio López i Iñaki Berrueta pels articles El fracaso del realismo socialista no sepulta la filosofía de Marx i Un sistema que muere, una filosofía que perdura, publicats ambdós al Diari de Tarragona.

### 1996 – 14è
El medi ambient i les energies alternatives:
Joandomènec Ros i Aragonès amb el treball Notícia del medi ambient.

### 1997 – 15è
La Revolució digital: perspectives de canvis socials, culturals, laborals,...:
L'equip de redacció del suplement Descubrir del diari O Correo Galego, format per Carmina Castromil, Lidia Iglesias, Darío Janeiro, Enrique Neira i Carmina Regueiro, autors del treball Mundo Virtual.

### 1998 – 16è
La demografia a Europa i la integració dels immigrants:
Xavier Casanovas Zurano i Mont Farrerons Clot, de Ràdio Onda Rambla.

### 2000 – 17è
El jurat el declara Desert.

### 2001 – 18è
Comunicació Local: ex aequo:
Xarxes foradades, d’Eva Pomares, publicat al diari El Punt.
Artesanos de la pesca en Torredembarra, d’Antoni Guasch, publicat al Diari de Tarragona.
Periodisme Turístic:
El programa Els Viatgers de la gran anaconda de Catalunya Ràdio, dirigit i presentat per Antoni Arbonès.

### 2002 – 19è
Comunicació Local:
Tierra de contrabandistas, de David Sancho, publicat al Diari de Tarragona.
Periodisme Turístic:
Reportatge El Hilo de Ariadna de Raimon Portell i Rifà, publicat a la revista Altaïr (número 17, maig-juny 2002).
Dues mencions especials del jurat:
Al programa De vacances: amb ulls de turista, de Televisió de Catalunya; i a, de Costa del Diari de Tarragona.

### 2003 – 20è
Comunicació Local:
Capítol 8 del programa Retallant costa de Manel Laborda emès a Catalunya Ràdio el 17 d’agost de 2003.
Periodisme Turístic:
Capítol 7 Tarragona i Terra Alta del programa L’Esperit del Vi de Televisió de Catalunya emès l’1 de novembre de 2003 en el Canal 33. Àngel Casas i Mas.

### 2005 – 21è
Comunicació Local:
El quadre de Torredembarra, de Montse Plana, publicat al diari El Punt (edició Camp de Tarragona – Terres de l’Ebre) el 13 de setembre de 2004.
Periodisme Turístic:
Les veus tornen al front, de Sílvia Berbís, publicat a de l’Ebre el 8 d’abril de 2005.

### 2006 – 22è
Comunicació Local:
Tradición hecha éxito, de Francesc Joan i Matas, publicat al Diari de Tarragona el 2 de desembre de 2005.
Periodisme Turístic:
Peramea, cofre amb sorpresa a les muntanyes del Pallars, de Núria Garcia i Quera i Xavier Capdevila, publicat a la revista Descobrir Catalunya del mes de desembre de 2005.

### 2009 – 23è
Comunicació Local: ex aequo:
Rafael Campalans: 75è aniversari de la seva mort, article de Jordi Suñé i David Morlà, de Torredembarra, publicat al diari El Punt el dia 9 de setembre de 2008.
Entre escarabats i mosquits, produït per Carla Gómez i emès a Altafulla Ràdio el 22 de juliol de 2009.
Periodisme Turístic:
¿Y si se acaban los huevos de oro? De David Page, de Madrid, publicat a la revista Actualidad Económica el 10 d’octubre de 2008.

### 2010 – 24è
Comunicació Local:
El perquè del que som, de Sònia Ferrer i Guillem Bargalló, de Torredembarra. Programa emès a l'emissora municipal Ona, el 12 d’octubre de 2010.
Periodisme Turístic:
La vida dels muntanyans, de Josep Melero i Bellmunt, de Barcelona, publicat al número 145 de juny de 2010 de la revista Descobrir Catalunya.
Menció especial del jurat a L’herència dels Indians a Torredembarra, programa realitzat per TAC12 i emès l’1 d’octubre de 2010.

### 2011 – 25è
Comunicació Local:
Retransmissió de la vuitena edició del Concurs7 de Torredembarra, de TAC12 i Ona, emès per TAC12 i Ona el 2 d’octubre de 2011.
Periodisme Turístic:
País d’arròs. El pla perfecte: Gastronomia, paisatge i cultura, publicat a la revista Descobrir Catalunya, número 161, el 20 de setembre de 2011.

### 2012 – 26è
Comunicació Local:
Els Indians de Torredembarra, de Sònia Ferrer, emès a Ona els dies 12, 13 i 14 d’octubre de 2012.
Periodisme Platges i Medi Ambient: ex aequo:
El tesoro bajo el manto azul, ¿A cuánto estarían dispuestos? Ambdós treballs de Lluís Amengual Llabrés, publicats al suplement Dominical al Diario de Mallorca.

### 2013 – 27è
Comunicació Local:
De les Botigues de Clarà a Baix a Mar, de Guillem Bargalló Palau, publicat al Diari de març de 2013.
Periodisme Platges i Medi Ambient:
Descobrim Muntanyans, un passeig pel sender blau, d’Aleix Figueras Mercadé i Noelia Silvero Manzano, emès a Ona els dies 14 i 15 d’octubre de 2013.

### 2015 – 28è
- Comunicació Local: Anecdotari feixista: El pas del comte Ciano per, article de Carlos Blanco i Joaquim Nolla, publicat al Recull de treballs, número 15, any 2014, Ed. Centre d’Estudis Sinibald de Mas.
- Periodisme Turístic: ex aequo: Nápoles: capital del Mediterráneo, de Tiziana Trotta. Publicat a revista Mas Mag, número 3, tardor 2014, i Visitar un far del segle XXI, emès a TAC12, realització de Neus Saltó amb la coordinació de Xavier Abelló. Emès per primer cop a TAC12 el 22/05/2015 dins el programa La 7mana del Camp de Tarragona.

### 2016 – 29è
- Comunicació Local: El nazi de Torredembarra, article de Josep Bargalló i Montserrat Palau, publicat a la revista Sàpiens número 165, de febrer de 2016.
- Periodisme Turístic: Detrás del paraíso, treball multimèdia d’Angelo Attanasio, publicat a la pàgina web d’eldiario.es a l’agost de 2016.

### 2017 – 30è
- Comunicació Local: Especial resum cultural de l’any, d’Anna Plaza Poblet, emès a l’emissora municipal de ràdio Ona La Torre el mes de desembre de 2016.
- Periodisme Turístic: ex aequo: Viaje al final de la luz. Caminando por Londres con Iain Sinclair, de Jorge Carrión Gálvez, publicat a Altaïr Magazine, el 12 de desembre de 2016.

### 2018 – 31è
- Comunicació Local: El jurat el declara desert.
- Periodisme Turístic: La Petite Ceinture, de Jordi Brescó, peça publicada al maig del 2018 al monogràfic en paper 'El Arte de Caminar' de la revista Altaïr Magazine.

### 2019 – 32è[4]
- Camp de Tarragona: Epíleg. 15 de Enero emès per TAC 12 (la televisió pública del Camp de Tarragona), el 20 de gener de 2019, amb Xavier Abelló a la producció executiva, Toni Orensanz a la coordinació i guió, i Sergi Martín a la realització.
- Comunicació Local: ex aequo: El Vaticà va investigar dos capellans de Tarragona per presumptes casos de pederàstia de Dídac Montoliu, publicat el 5 de febrer de 2019 al Tarragona Digital, i Mossèn Llagostera, de Constantí, va abusar sexualment de nens entre 1972 i 1973, de Judit Sabaté, publicat el 3 de febrer de 2019 al Tarragona Digital.
- Periodisme Turístic: Una historia de amor en Patagonia, de Rafa Pérez, publicat a la revista digital Kamaleon Viajes, el 8 d’agost de 2019.

### 2020 – 33è
- Periodisme Camp de Tarragona: La clau que obre tots els panys, de Miquel Bonet, publicat al CatalunyaDiari.Com i al TarragonaDigital.com el 28 d’octubre de 2019. Enllaç Arxivat 2021-05-16 a Wayback Machine.
- Periodisme Turístic: El dia que va caure el mur, de Roger Escapa, emès al programa El Suplement de Catalunya Ràdio, el 2 de novembre de 2019. Enllaç
- Comunicació Local: Quan les campanes van deixar de tocar a morts, d’Arnau Martínez, publicat al núm. 92 de la revista NW, a l’abril de 2020. Enllaç Arxivat 2023-05-30 a Wayback Machine.
- Fotoperiodisme Camp de Tarragona: Explosió de David Oliete. Realitzada el 14 de gener de 2020 i publicada el 15 de gener de 2020 a The New York Times, Le Monde, The Guardian, abc News, The Washington Post, entre d'altres (Via Associated Press)

### 2021 – 34è
- Periodisme Camp de Tarragona: «Conociendo a Joan, entendiendo a Miró», de Rafa Pérez, publicat a la revista Kamaleon Viajes el 19 d’abril de 2021. Enllaç
- Periodisme Turístic: La producció audiovisual “3.450 km, de Montblanc al món”, dirigida per David Aymerich i emesa a TAC12 el 6 de gener de 2021.
- Comunicació Local: “Redescobrir els terrats”, de Ricard Lahoz, publicat al número 46 de la revista Fet a Tarragona, al març-abril de 2021. Enllaç
- Fotoperiodisme Camp de Tarragona: “L’incendi que s’acosta”, de Xavi Jurio. La fotografia, realitzada el 25 de juliol de 2021 i publicada el 26 de juliol de 2021 a La Vanguardia.

### 2022 – 35è
- Periodisme Camp de Tarragona: “El tardofranquisme (1970-1975). Capítol 1 de la sèrie Reus 1970- 2020: La transformació d’una ciutat”, emès a Canal Reus TV el 22 de maig de 2022, dirigit per Guillem Latorre i amb idea original de Josep Maria Martí. Enllaç Arxivat 2023-08-18 a Wayback Machine.
- Periodisme Turístic: «Tijuana, el no lugar», de Santiago Tejedor, publicat al mitjà digital Coolt l’11 de gener de 2022. Enllaç
- Comunicació Local: “Quan mossèn Àngel va guiar set joves cambrilencs al cim de l’Aneto”, de Lluís Rovira i Barenys, publicat a la Revista Cambrils el setembre de 2021.
- Fotoperiodisme Camp de Tarragona: “Desnonament”, del fotoperiodista d’El País Josep Lluís Sellart, realitzada el 31 d’agost de 2022.